# Perfs Pedal Race
La Perfs Pedal Road Race est une course cycliste disputée au mois de février près du village de Southwick, en Angleterre. Créé en 1964, cette épreuve inaugure habituellement la saison cycliste en Grande-Bretagne. Elle est organisée par le VC St. Raphael sur un parcours escarpé,. Menacée de disparition à la suite du départ des organisateurs, la course change finalement de nom en 2024 pour devenir la Portsdown Classic.
La compétition fait partie du calendrier national britannique en catégorie "B".  

## Palmarès
| Année     | Vainqueur           | Deuxième           | Troisième          |
| --------- | ------------------- | ------------------ | ------------------ |
| 1964      | Tony Mills          |                    |                    |
| 1965      | Barrie Heath        |                    |                    |
| 1966      | Graham Moore        |                    |                    |
| 1967      | Alan Williams (en)  |                    |                    |
| 1968-1969 | Pas organisé        | Pas organisé       | Pas organisé       |
| 1970      | Graham Moore        | John Pritchard     | Dennis S. Brown    |
| 1971      | Graham Moore        | Morgan Jackson     | David Brown        |
| 1972      | Clive Crossey       | Andy Bohin         | Mick Owens         |
| 1973      | Derek Witt          | Mick Heathcock     | Mike Parker        |
| 1974      | Robert Woodley      | Clive Pugh         | Tony Evans         |
| 1975      | Ian Hallam          | Richard Boulter    | Bob Allen          |
| 1976      | David Le Grys (en)  | Ian Hallam         | John Bisson        |
| 1977      | Clive Oxborrow      | Ian Hallam         | Richard Boulter    |
| 1978      | Glenn Longland (de) | David Le Grys (en) | John Herety        |
| 1979      | Sean Yates          | Nick Frewin        |                    |
| 1980      | Tim Stevens         | Gary Dowdell       | Richard Boutler    |
| 1981      | Piers Hewitt        | Steve Moss         | John Withey        |
| 1982      | Tim Stevens         | Peter Sanders (en) | Steve Sefton       |
| 1983      | Tim Harris          | Keith Jarrett      | John Withey        |
| 1984      | Tim Harris          | Peter Sanders (en) | Paul Barratt       |
| 1985      | Glenn Longland (de) | Neil Shawyer       | Paul Rogers        |
| 1986      | Tim Harris          |                    |                    |
| 1987      | Nigel Parry         |                    |                    |
| 1988      | Mark Markowski      |                    |                    |
| 1989      | Annulé              | Annulé             | Annulé             |
| 1990      | Simon Bray          |                    |                    |
| 1991      | Paul Rogers         |                    |                    |
| 1992      | Brian Fleming       |                    |                    |
| 1993      | Richard Wooles      |                    |                    |
| 1994      | Colin Langley       |                    |                    |
| 1995      | Martin Markowski    |                    |                    |
| 1996      | Brian Fleming       |                    |                    |
| 1997      | John Clarke         |                    |                    |
| 1998      | Dave Rand (en)      | Matthew Watch      | Gary Baker         |
| 1999      | Paul Wilkes         | Rob Hurd           | Tim Bayley         |
| 2000      | Justin Hoy          | Paul Rogers        | Roland Tilley      |
| 2001      | Julian Winn         | Paul Pickup        | Rob Hurd           |
| 2002      | Barry Elcome        | Rob Hurd           | Rowan Horner       |
| 2003      | Annulé              | Annulé             | Annulé             |
| 2004      | Julian Winn         | Paul Sheppard      | Rob Hurd           |
| 2005      | Chris Newton        | Rob Hayles         | Julian Winn        |
| 2006      | James Williamson    | David Clarke       | Dale Appleby       |
| 2007      | Alex Dowsett        | Daniel Lloyd       | Gordon McCauley    |
| 2008      | James Stewart       | Andrew Bye         | Chris McNamara     |
| 2009      | William Bjergfelt   | Steve Calland      | Alexander Murison  |
| 2010      | Annulé              | Annulé             | Annulé             |
| 2011      | Ben Stockdale       | Nicolas Hutchings  | William Bjergfelt  |
| 2012      | Chris Opie          | Marcin Białobłocki | Jonathan McEvoy    |
| 2013      | Marcin Białobłocki  | Robert Partridge   | Yanto Barker       |
| 2014      | Annulé              | Annulé             | Annulé             |
| 2015      | Yanto Barker        | Chris Opie         | Marcin Białobłocki |
| 2016      | Rory Townsend       | Mitchell Webber    | Tom Mazzone        |
| 2017      | Chris Opie          | Jacob Vaughan      | Rory Townsend      |
| 2018      | Alex Paton          | Rupert Graham      | Ben Marks          |
| 2019      | Jacob Vaughan       | Damien Clayton     | Alex Paton         |
| 2020-2021 | Annulé              | Annulé             | Annulé             |
| 2022      | Damien Clayton      | Samuel Painter     | Euan Woodliffe     |
| 2023      | Jack Rootkin-Gray   | Harry Birchill     | Zeb Kyffin         |
| 2024      | Sam Culverwell      | Jamie Whitcher     | Rowan Baker        |
| 2025      | Jordan Giles        | Thomas Springbett  | Edward Morgan      |